# Chanac-les-Mines
 Chanac-les-Mines  là một xã thuộc tỉnh Corrèze trong vùng Nouvelle-Aquitaine miền trung Pháp.